# Baccharis aliena
Baccharis aliena, vulgarmente conocido como romerillo, es una especie perteneciente a la familia Asteraceae.

## Descripción
Es un arbusto de 15 dm de altura, pudiendo alcanzar los 3 m; su follaje es denso, glutinoso, persistente. Presenta hojas simples, alternas, sésiles, filiformes. Es una especie dioica: flores masculinas infundibuliformes, las femeninas en capítulos amarillentos, con aquenios comprimidos, agrupadas en las extremidades de las ramillas, de 5 a 14 mm de diámetro. Tiene floración en primavera y verano. El fruto es un aquenio apretado con abundancia de vilanos (pelos) de color amarillento, fructificando en verano-otoño. La semilla no suele pasar los dos milímetros

## Hábitat
Esta especie suele estar en zonas que rondan entre los 900 y 1 600 m s. n. m.. Suele crecer en zonas pedregosas, empinadas y zonas de montaña. Frecuentemente se la suele ver en la Ruta Provincial 34, donde llega a cubrir totalmente ciertas partes de la montaña. Además, muchas veces se la puede ver junto a Heterothalamus psiadioides, Colletia spinosissima, Indigofera kurtzii, Ephedra triandra y especies varias del género Baccharis. Muy rara vez se la puede encontrar cercana a ríos, en zonas húmedas, zonas de poca altitud o como ejemplar aislado.
Área endémica: Argentina, sur de Brasil y Uruguay.

## Uso
En jardinería como ornamental y en medicina tradicional por sus supuestas propiedades medicinales. También ciertos pueblos originarios usan la planta entera como escoba, generalmente para limpiar hornos de barro. Si el ejemplar es pequeño se lo ata a un palo, pero si es grande simplemente se le quitan las ramas bajas y se ata el tronco.

## Taxonomía
La especie fue descrita inicialmente como Marshallia aliena por Kurt Polycarp Joachim Sprengel y publicado en Systema Vegetabilium, editio decima sexta 3: 446, en 1826, hoy en día es tanto un sinónimo como el basónimo de esta. Más adelante, sería transferida al género Heterothalamus por Carl Ernst Otto Kuntze en Revisio Generum Plantarum 3(3): 158, en 1898, nombre científico que también es un sinónimo actualmente; y ulteriormente sería transferida al género Baccharis por Jochen Müller en Systematic Botany 76: 305, en 2006.